# Jakoruda

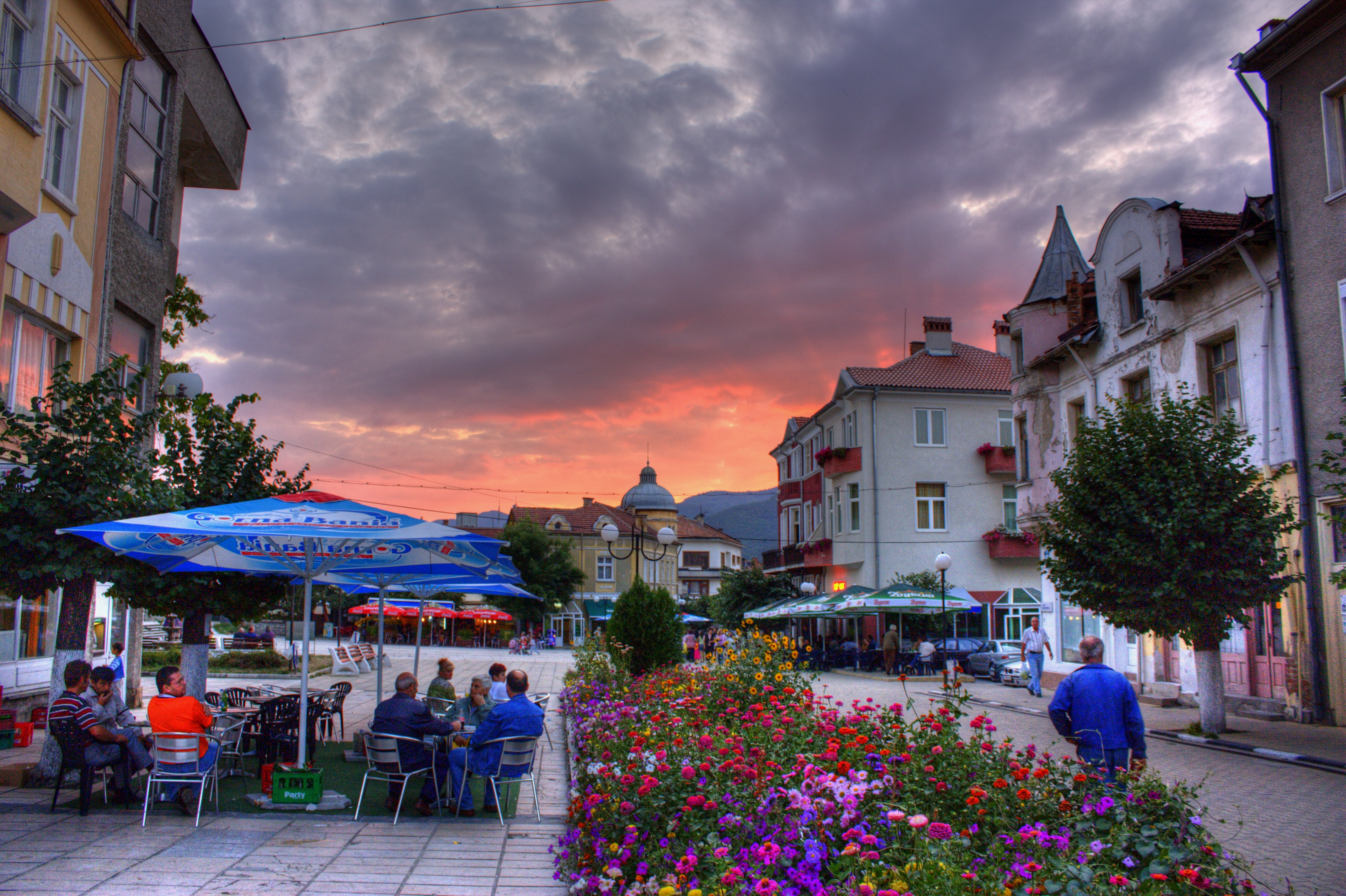
Innenstadt von Jakoruda

Jakoruda (bulgarisch: Якоруда) ist eine Stadt im Südwesten von Bulgarien. Die Stadt befindet sich in der Oblast Blagoewgrad und ist Verwaltungssitz der gleichnamigen Gemeinde Jakoruda. Die Stadt liegt in den Rhodopen, am Fluss Nestos, 26 km westlich der Stadt Welingrad. Das Dorf Jakoruda wurde am 9. September 1964 zur Stadt ernannt. 
Die Mehrheit der Bevölkerung von Jakoruda sind nach ihrem Glauben muslimisch, ein abnehmender  Anteil von ihnen ist orthodox.

## Politik
Während der Kommunalwahlen im Jahre 2007 in Bulgarien, sind 17 ausgewählte Beamte der lokalen Parlamenten gewählt worden, von denen sind 11 Mitglieder der Bewegung für Rechte und Freiheiten, drei der Partei der Landwirtschaftlichen Union und weitere drei einer anderen Partei. Der jetzige Bürgermeister von Jakoruda ist der ehemalige Ingenieur Nuredin Kafelow.

## Geschichte
Das Dorf Jakoruda entstand aus einer Siedlung von Thrakern. Nach der osmanischen Herrschaft war das Dorf in den Bereichen Infrastruktur stark beschädigt und von der Außenwelt abgeschnitten.
Die Stadt ist seit 2005 Namensgeber für den Jakoruda-Gletscher auf Greenwich Island in der Antarktis.

## Gemeindegliederung

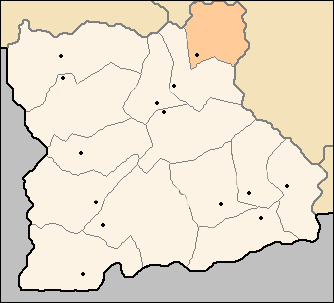
Lage der Gemeinde Jakoruda in der Oblast Blagoewgrad

Die Gemeinde Jakoruda gliedert sich mit den folgenden 8 Bezirken, Städten, Dörfer und Gebieten:
| - Awramowo - Bel Kamen - Bunzewo - Tscherna Mesta | - Konarsko - Smolewo - Jakoruda - Jurukowo |

## Rhodopenbahn
Im Gebiet der Gemeinde von Jakoruda gibt es mehrere Haltepunkte der Rhodopen-Schmalspurbahn, beginnend mit Jurokovo, Jakorudaska Mineralni Bani, Jakoruda und Avramovo; dem höchsten Bahnhof auf der Strecke von Dobrinishte nach Septemvri und der gesamten Balkanhalbinsel.
Fahrplanauskünfte sind unter www.bdz.bg erhältlich.
Dazu führt die E 84 durch die Stadt und verbindet Pasardschik im Norden mit Simitli im Südwesten mit direktem Anschluss an die Struma Magistrate und damit Griechenland und Nordmazedonien und Serbien.
Es verkehren Busse über diese Strecke nach Velingrad und Plovdiv im Norden und über Razlog und Simitli nach Blagoevgrad im Südwesten. 

## Söhne und Töchter der Stadt
- Emilia Maslarowa, bulgarische Politikerin